# هنري غرينليف
هنري غرينليف (بالإنجليزية: Henry Grinnell)‏ هو مستكشف أمريكي، ولد في 18 فبراير 1799 في نيو بدفورد في الولايات المتحدة، وتوفي في 30 يونيو 1874 في نيويورك في الولايات المتحدة.